# Petersfield
Petersfield est une ville du Hampshire, en Angleterre. Chef-lieu du district de l'East Hampshire, elle est située dans les South Downs, à une trentaine de kilomètres au nord de Portsmouth, sur la route A3. Au moment du recensement de 2011, elle comptait 14 974 habitants.

## Jumelages
| Ville | Ville     | Pays | Pays      |
| ----- | --------- | ---- | --------- |
|       | Warendorf |      | Allemagne |

## Musée
- Teddy Bear Museum, ouvert en 1984 et fermé en 2006.